# Pfarrkirche Gnigl

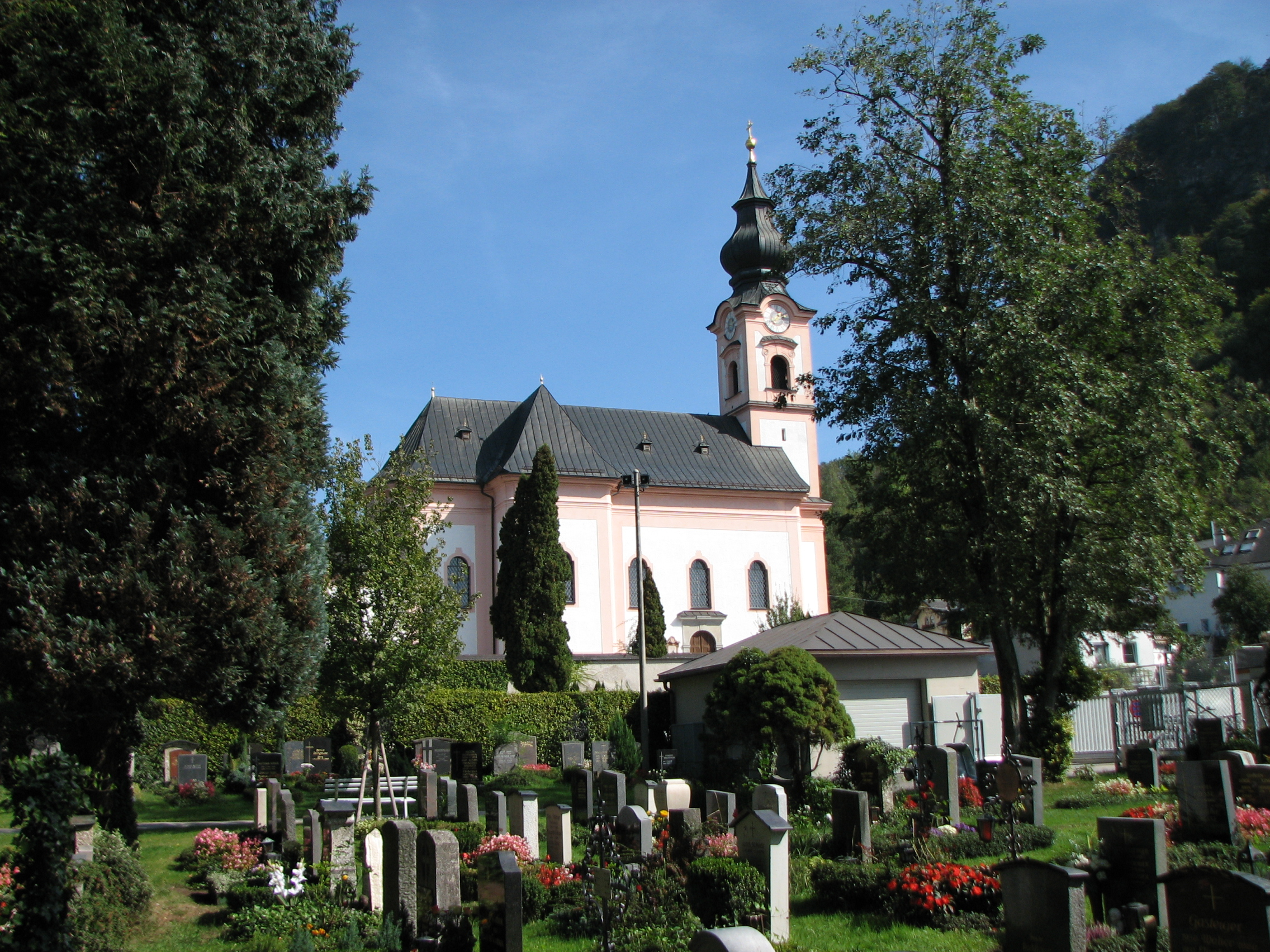
Die Pfarrkirche Gnigl mit dem Friedhof

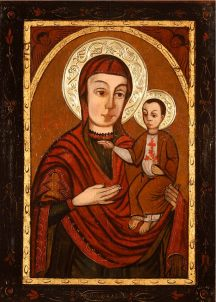
Madonna von Pötsch (Pócser Kopie)

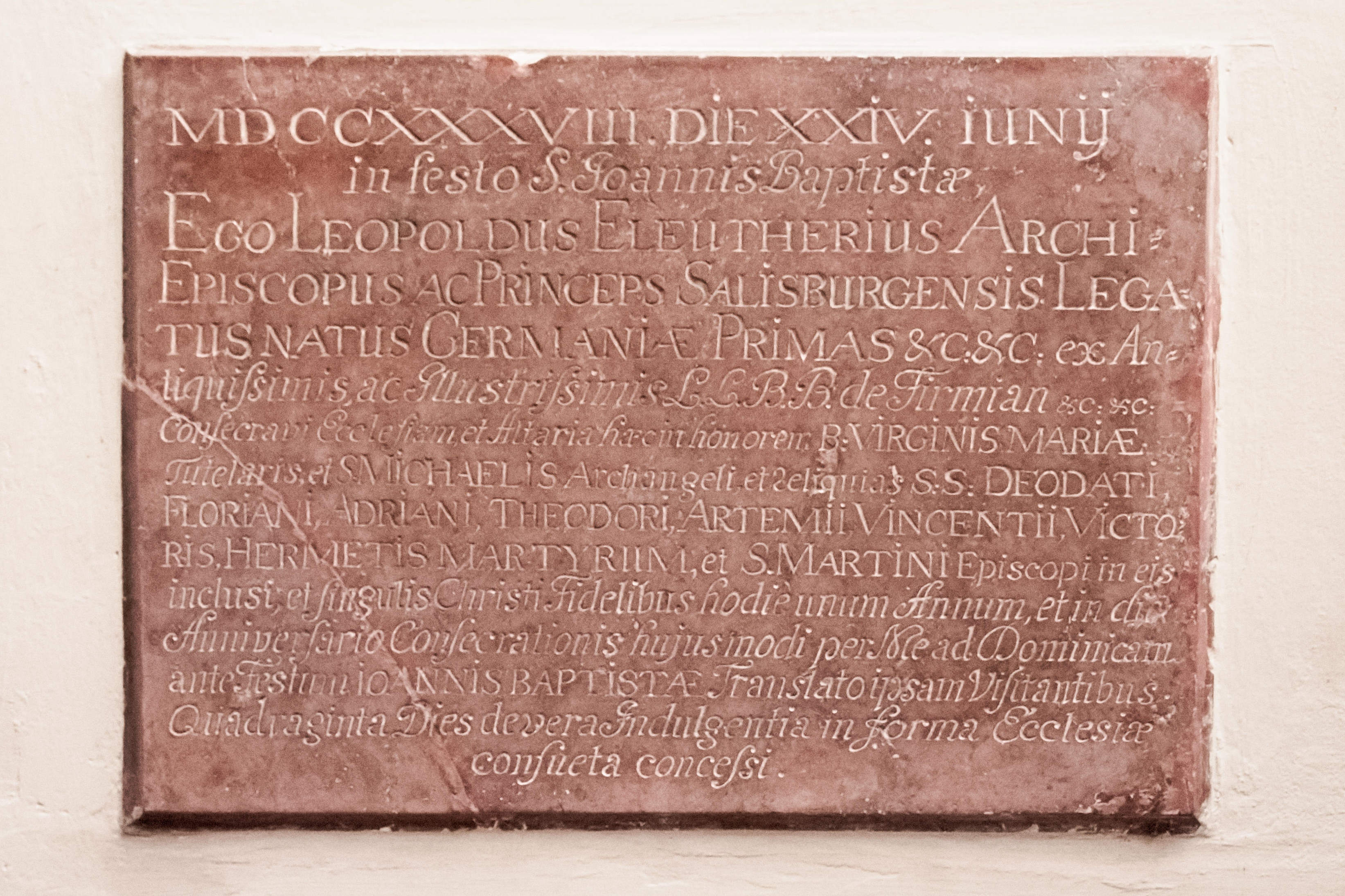
Gedenktafel an die Einweihung

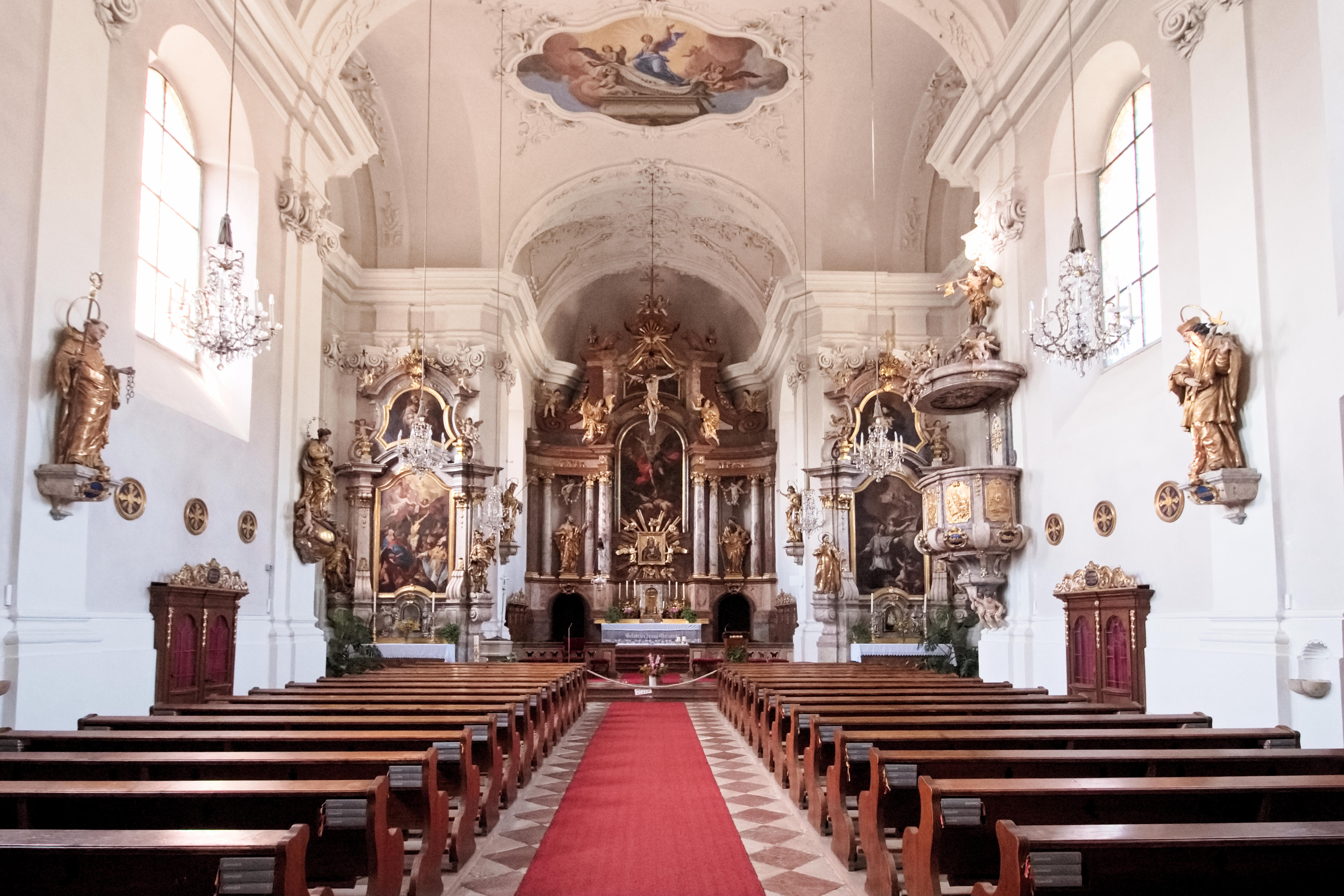
Langhaus mit Chor

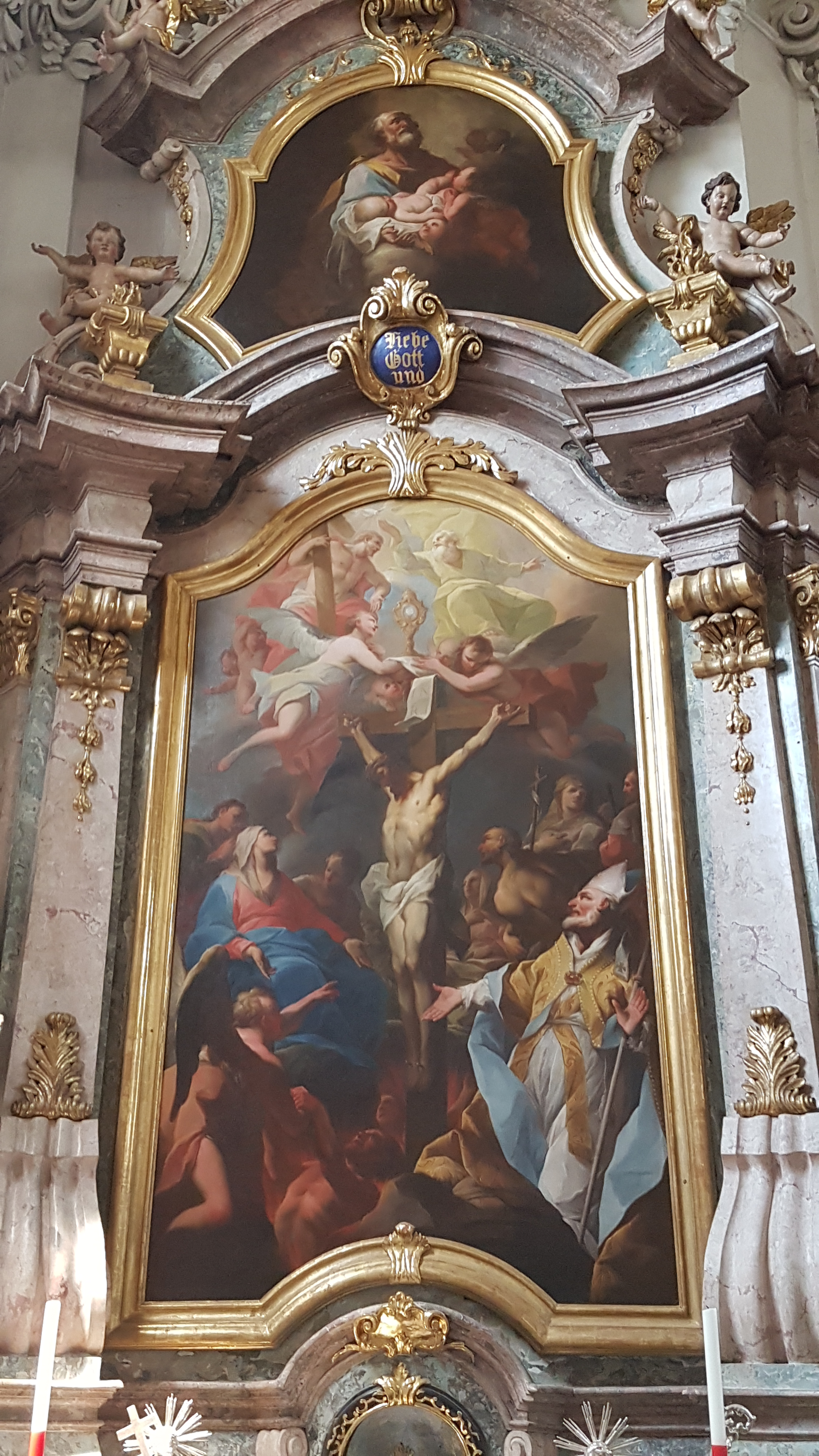
Altar zu den Sieben Zufluchten

Die Pfarrkirche Gnigl Mariä Himmelfahrt und Hl. Michael ist eine römisch-katholische Kirche in Obergnigl im Stadtteil Gnigl der Stadt Salzburg. Kirche und Friedhof mit Friedhofskapelle stehen unter Denkmalschutz.

## Geschichte
Die Pfarrkirche befindet sich am Rand des historischen Ortskerns von Obergnigl unterhalb von Schloss Neuhaus am Fuße des Kühbergs. Der heutige Gnigler Friedhof hat Vorläufer in einer römerzeitlichen und einer bajuwarischen Reihengrabstätte.
Eine Kapelle St. Michael wurde 1585 urkundlich genannt.
1697/98 wurde eine Kopie des ursprünglich aus Ungarn (Máriapócs) stammenden Gnadenbildes von Maria Pötsch (Original im Wiener Stephansdom) aufgestellt, eine Schutzmantelmadonna (hier Maria Schutz genannt), womit eine lokale Wallfahrtstradition begann.
Ein Vorgängerbau ist für 1696 genannt. 1699 erhob der Fürsterzbischof Johann Ernst von Thun Gnigl und Aigen zur Kuratie, womit ein eigener Seelsorger damit begann, ein Matrikelbuch zu führen, womit auch ein eigener Friedhof errichtet werden konnte. Weltlich unterstand Gnigl und Aigen als Hofmark dem Pfleg- und Landgericht Neuhaus. Nach jahrzehntelangen Bemühungen konnte unter dem Kuratpriester Johann Scherer, welcher von 1722 bis 1752 in Gnigl Seelsorger war, der Kirchenneubau erfolgen. Die Risspläne für die Kirche stammen von Sebastian Stumpfegger (1670–1749) und wurden vermutlich um 1710 erstellt. Von 1730 bis 1734 wurde mit dem Hofmauermeister Tobias Kendler die neue Kirche erbaut. Die Orgelempore wurden zwischen 1732 und 1738 eingebaut. Die Kirchweihe erfolgte mit dem Erzbischof Leopold Anton von Firmian am 24. Juni 1738, wobei die Kirche neu auf Mariä Himmelfahrt geweiht wurde und das ursprüngliche Patrozinium St. Michael nachrangig beibehalten wurde.
1852 wurde Aigen zur selbständigen Pfarre erhoben. 1857 wurde Gnigl zur Pfarrei erhoben und war für das ganze seinerzeitige Gemeindegebiet – einschließlich Itzling, Schallmoos-Ost, Guggenthal, Heuberg und Teilen des Gaisbergs – zuständig.
Im Jahr 1700 wurde unweit der Kirche in Obergnigl die Luggaukapelle Unsere liebe Frau am Schnoderbach errichtet.
Vom Ende des Fürsterzbistums 1803 bis 1979 gehörte die Pfarrei zum Stadtdekanat Salzburg, danach bis 2011 zum Dekanat Salzburg-Ost. Dann wurde das umfassende Stadtdekanat wieder errichtet und Gnigl dem Pfarrverband Elsbethen – Salzburg-Aigen – Salzburg-Gnigl – Salzburg-Parsch (PV 3, Südosten der Stadt, Gem. Elsbethen, Aigen, Parsch, Gnigl ohne Gnigl-Nord) zugeteilt.
Die Pfarre betreut heute die Filialkirche Hl. Kreuz in Guggenthal sowie die Messkapellen Luggaukapelle, Lanzingkapelle, Gschwandtbauernkapelle, Hütteikapelle und die Hl. Kreuz-Kapelle. Teile von Gnigl-Nord werden aber von der Stadtpfarre St. Severin in Sam betreut.

## Baubeschreibung
Die spätbarocke Kirche mit einem Langhaus mit zwei kurzen Querarmen und einem leicht eingezogenen flachrund schließenden Chor bildet die Form eines lateinischen Kreuzes. Die Kirche mit einem vorgestellten Fassadenturm ist nach Nordwesten ausgerichtet und von einem Friedhof umgeben. An den Chor schließt in der Gebäudeachse eine zweigeschoßige Sakristei an. Der Kirchturm ist dreigeschoßig gegliedert, hat rundbogige Schallfenster mit Stuckumrahmung und segmentbogiger Verdachung, einen Uhrengiebel und einen Zwiebelhelm. Das Hauptportal im Turmerdgeschoß hat eine Umrahmung mit toskanischen Pilastern und einem gesprengten Giebel. Über dem Portal ist das Wappen des Erzbischofes Johann Ernst von Thun mit der Jahresangabe 1696 und darüber eine Wandmalerei mit Sonnenuhr und Maria mit Kind auf Wolken thronend mit einem Chronogramm 1988 (Beendigung der vorletzten Kirchenrenovierung). Die Seitenportale sind schlicht gestaltet.
Im Turmerdgeschoß und der Vorhalle der Kirche befindet sich eine Marmortafel mit der Angabe der Kirchweihe am 24. Juni 1738.
Das Kirchengebäude wurde zuletzt 2007 renoviert.

## Ausstattung
Der Hochaltar wurde ebenfalls von Stumpfegger gefertigt und ist mit 1738 bezeichnet. Die Heiligenstatuen stammen im Wesentlichen vom Bildhauer Josef Anton Pfaffinger (1684–1758). Die Altarbilder am Hochaltar (Engelssturz), am linken Seitenaltar (Sieben Zufluchten) und am rechten Seitenaltar (hl. Johannes Nepomuk mit Engeln) wurden von 1734 bis 1738 vom Salzburger Hofmaler Jacob Zanusi geschaffen.
1953 wurden vier neue Glocken von Erzbischof Andreas Rohracher eingeweiht.

## Der Gnigler Friedhof

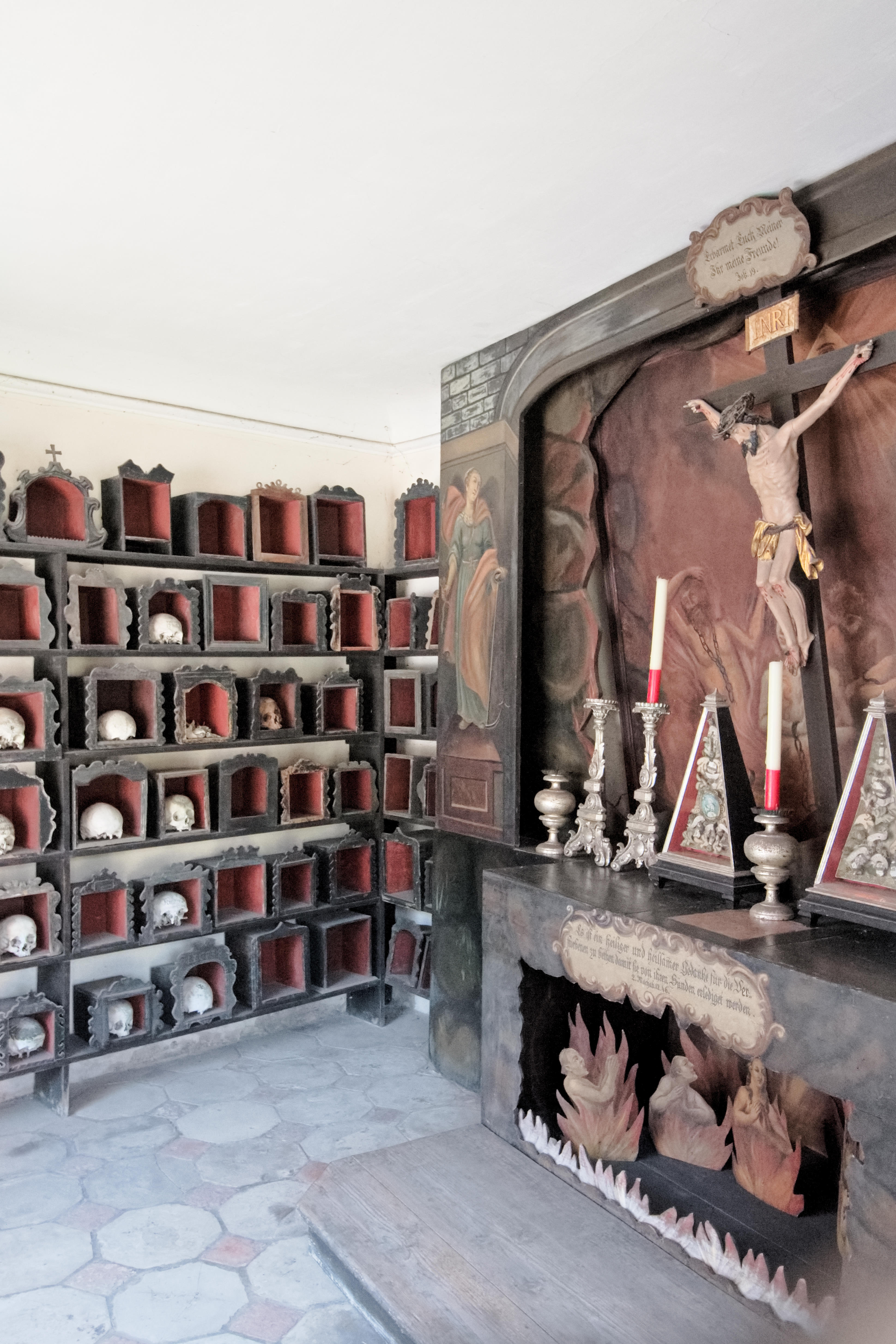
Innenansicht der Friedhofs- bzw. Totenkapelle

Der Friedhof besteht hier seit 1696. 1963 wurde dieser Friedhof neben der Kirche zum dritten Mal erweitert.
Eine Seltenheit im Stadtgebiet ist die erhaltene Totenkapelle im Friedhof mit ihrem Allerseelen-Kulissenaltar und mit fein beschrifteten Totenschädeln, die in Holzkästchen aufbewahrt sind.
An der der Kirche abgewandten Seite befindet sich an der alten Kirchhofmauer eine Gruftreihe, in denen sich unter anderem die Grabstätten von Carl Freiherr von Schwarz (1817–1898), Hofrat Dr. Emanuel Czuber, Univ. Prof. der Technischen Universität in Wien (1851–1925) und seiner Frau Berta, sowie das Familiengrab der Familie Toncic von Sorinj, in welchem auch der ehemalige Abgeordnete, österreichische Außenminister und Generalsekretär des Europarates Lujo Tončić-Sorinj (* 12. April 1915 in Wien; † 20. Mai 2005 in Salzburg) begraben liegt, sowie deren Vorfahren, die Familien von Schmieterloew und von Plason de la Woestyne. An der südlichen Friedhofsmauer findet sich das Grab mit Gedenkstein von Baronin Emilie Victorine Wolfsberg, der „Hundsgräfin“, die Napoleon auf seinen Reisen begleitete.